# Ahuisculco
Ahuisculco es una localidad del estado mexicano de Jalisco. Es parte del municipio de Tala.

## Toponimia
El nombre «Ahuisculco» proviene de los términos en náhuatl: atl, agua; hutz, venir; coloa, rodear; co, locativo. Su significado es «Lugar donde el agua llega serpenteando».

## Demografía
| Gráfica de evolución demográfica |
|                                  |

| Censo | Población |
| ----- | --------- |
| 1900  | 1 778     |
| 1910  | 1 072     |
| 1921  | 1 363     |
| 1930  | 1 312     |
| 1940  | 1 800     |
| 1950  | 1 371     |
| 1960  | 1 944     |
| 1970  | 2 273     |
| 1980  | 2 069     |
| 1990  | 2 208     |
| 2000  | 2 287     |
| 2010  | 2 364     |
| 2020  | 2 381     |